# دوم منتوف
دوم منتوف (بالمالطية:Duminku Mintoff) (مواليد 6 أغسطس 1916 في بورملا، مالطا - وفاة 20 أغسطس 2012). كان زعيم حزب العمال المالطي في الفترة بين (1949 -1948)، ورئيس وزراء مالطا لفترتين الأولى بين عامي (1955 - 1958) (حين كانت مالطا لا تزال مستعمرة بريطانية). الثانية بعد الاستقلال بين عامي (1971 - 1984).
أثناء فترة توليه رئاسة وزراء مالطا بعد الاستقلال انسحبت مالطا من برنامج التعاون العسكري مع حلف شمال الأطلسي (الناتو).
وفي 13 ديسمبر 1974، أعلنت الجمهورية في مالطا، أعلن منتوف قطع جميع الروابط المؤسساتية مع بريطانيا، وفي 31 مارس 1979 أعلن انسحاب القوات البريطانية في مالطا. على الصعيد الدولي أصبحت مالطا تتمتع بعلاقات وثيقة مع ليبيا، إضافة لتقارب في العلاقات مع الاتحاد السوفييتي.
وفي الميدانين الاجتماعي والاقتصادي قاد منتوف سياسة التأميم وأعلن إنشاء دولة الرفاهية الاجتماعية، كما اهتم بالبنية التحتية والتعليم والصناعة والصحة، كما أعلن تأسيس شركة الطيران الوطنية المالطية (طيران مالطا) في 1973، كما كان له دور في عملية اطلاق رهائن رحلة كيه إل إم 861 في نوفمبر 1973 أيضا. ظل منتوف رئيسا للوزراء حتى 1984. كما عرف عن مينتوف معارضته انضمام مالطا للاتحاد الأوروبي.

## روابط خارجية
- دوم منتوف على موقع الموسوعة البريطانية (الإنجليزية)
- دوم منتوف على موقع مونزينجر (الألمانية)